# USS Varian (DE-798)
USS Varian (DE-798) là một tàu hộ tống khu trục lớp Buckley được Hải quân Hoa Kỳ chế tạo trong Chiến tranh Thế giới thứ hai. Tên nó được đặt theo Thiếu úy Hải quân Bertram Stetson Varian Jr. (1920-1942), phi công thuộc Liên đội Ném bom VB-6 từng phục vụ trên tàu sân bay Enterprise (CV-6), người đã tử trận trong trận Midway vào ngày 5 tháng 6, 1942 và được truy tặng Huân chương Chữ thập Hải quân. Nó đã phục vụ cho đến khi chiến tranh kết thúc, xuất biên chế năm 1946 và bị tháo dỡ năm 1974. Varian được tặng thưởng hai Ngôi sao Chiến trận do thành tích phục vụ trong Thế Chiến II.

## Thiết kế và chế tạo
Những chiếc thuộc lớp tàu hộ tống khu trục Buckley có chiều dài chung 306 ft (93 m), mạn tàu rộng 37 ft 1 in (11,30 m) và độ sâu mớn nước khi đầy tải là 11 ft 3 in (3,43 m). Chúng có trọng lượng choán nước tiêu chuẩn 1.400 tấn Anh (1.400 t); và lên đến 1.740 tấn Anh (1.770 t) khi đầy tải. Hệ thống động lực bao gồm hai turbine hơi nước General Electric công suất 13.500 mã lực (10.100 kW), dẫn động hai máy phát điện công suất 9.200 kilôwatt (12.300 hp) để vận hành hai trục chân vịt;  công suất 12.000 hp (8.900 kW) cho phép đạt được tốc độ tối đa 23 kn (26 mph; 43 km/h), và có dự trữ hành trình 6.000 nmi (6.900 mi; 11.000 km) khi di chuyển ở vận tốc đường trường 12 kn (14 mph; 22 km/h).
Vũ khí trang bị bao gồm ba pháo 3 in (76 mm)/50 cal trên tháp pháo nòng đơn có thể đối hạm hoặc phòng không, một khẩu đội 1,1 inch/75 caliber bốn nòng và tám pháo phòng không Oerlikon 20 mm. Vũ khí chống ngầm bao gồm một dàn súng cối chống tàu ngầm Hedgehog Mk. 10 (có 24 nòng và mang theo 144 quả đạn); hai đường ray Mk. 9 và tám máy phóng K3 Mk. 6 để thả mìn sâu. Khác biệt đáng kể so với lớp Evarts dẫn trước là chúng có thêm ba ống phóng ngư lôi Mark 15 21 inch (533 mm). Thủy thủ đoàn đầy đủ bao gồm 186 sĩ quan và thủy thủ.
Varian được đặt lườn tại xưởng tàu của hãng Consolidated Steel Corp., Ltd. tại Orange, Texas vào ngày 27 tháng 8, 1943. Nó được hạ thủy vào ngày 6 tháng 11, 1943; được đỡ đầu bởi bà Arnold F. Brunkow, chị của Thiếu úy Varian, và nhập biên chế vào ngày 29 tháng 2, 1944 dưới quyền chỉ huy của Hạm trưởng, Thiếu tá Hải quân Clarence Walker Petrie.

## Lịch sử hoạt động
Sau khi hoàn tất việc chạy thử máy huấn luyện tại khu vực Bermuda trong tháng 3, 1944, Varian tham gia hộ tống cho chặng cuối trong hành trình của Đoàn tàu GUS-33 từ châu Âu quay trở về Hampton Roads, Virginia, Hoa Kỳ vào ngày 30 tháng 3. Nó sửa chữa sau chạy thử máy tại Boston, Massachusetts rồi tiếp tục huấn luyện tại khu vực Casco Bay, Maine trước khi đi xuống phía Nam sáp nhập cùng Đoàn tàu UGS-44 vào ngày 2 tháng 6. Rời Hampton Roads, nó hộ tống Đoàn tàu UGS-44 vượt Đại Tây Dương để hướng sang Địa Trung Hải, và sau đó hộ tống Đoàn tàu GUS-44 khởi hành từ Bizerte, Tunisia cho hành trình quay trở về, về đến New York vào ngày 18 tháng 7. Trong bốn tháng tiếp theo nó còn tiếp tục hộ tống cho hai chuyến vận tải khứ hồi vượt Đại Tây Dương, UGS/GUS-51 từ giữa tháng 8 đến giữa tháng 9, và UGS/GUS-58 cho đến giữa tháng 11. Con tàu được điều sang một đội tìm-diệt tàu ngầm, được hình thành vào ngày 30 tháng 11, để tuần tra chống tàu ngầm trên các tuyến đường hàng hải vượt Đại Tây Dương.
Sau khi tích cực huấn luyện tác xạ và định vị vô tuyến cao tần trong gần một tháng, cũng như tập trận chiến thuật phối hợp hải đội, Varian được điều động sang Đội hộ tống 62 và gia nhập Đơn vị đặc nhiệm 27.1.1 do Trung tá Hải quân chỉ huy từ soái hạm Otter (DE-210) chỉ huy. Trước khi ra khơi, đơn vị tích cực huấn luyện các chiến thuật tấn công tàu ngầm trong điều kiện mô phỏng sát thực tế. Lực lượng khởi hành từ Casco Bay vào ngày 26 tháng 12.
Sáng ngày 16 tháng 1, 1945, Otter, Varian, Hayter (DE-212) và Hubbard (DE-211) đánh chìm được tàu ngầm U-boat Đức U-248 tại tọa độ 47°43′B 26°37′T / 47,717°B 26,617°T, cách 500 nmi (930 km) về phía Bắc quần đảo Azores, sau hai giờ săn đuổi tấn công. Hơn ba tháng sau đó, vào ngày 24 tháng 4, nó lại cùng chín tàu hộ tống khu trục khác truy lùng một tàu U-boat vốn đã phóng ngư lôi đánh chìm tàu hộ tống khu trục Frederick C. Davis (DE-136). Những lượt tấn công bằng mìn sâu liên tục đã buộc chiếc U-546 phải nổi lên mặt nước, và bị hải pháo từ các tàu hộ tống khu trục đánh chìm tại tọa độ 43°53′B 40°07′T / 43,883°B 40,117°T. Varian đã vớt chín người sống sót trong số thành viên thủy thủ đoàn tàu U-boat đối phương.
Khi chiến tranh kết thúc tại châu Âu vào đầu tháng 5, nhiều tàu ngầm U-boat Đức vẫn còn đang ở ngoài biển. Varian gặp gỡ chiếc U-805 vào ngày 12 tháng 5, cho một đội đổ bộ dưới quyền Trung úy Hải quân Earle D. Stevenson sang chiếm quyền điều khiển và đưa chiếc U-boat đến vùng bờ Đông. Sau khi được bảo trì tại Xưởng hải quân Boston, nó lên đường vào ngày 23 tháng 5 để đi Hampton Roads ngang qua New York. Sau khi chuyển đến Miami, Florida không lâu sau đó, nó đảm nhiệm vai trò huấn luyện cho học viên sĩ quan cho đến ngày 16 tháng 7. Con tàu được chỉ định để cải biến thành một tàu hộ tống khu trục cột mốc radar, và đi đến Charleston, South Carolina để được bảo trì. Tuy nhiên kế hoạch cải biến bị hủy bỏ, và nó quay trở lại nhiệm vụ huấn luyện tại vùng biển Caribe.
Khởi hành từ Culebra, Puerto Rico vào ngày 2 tháng 9, Varian đi đến Căn cứ Tàu ngầm Hải quân New London tại New London, Connecticut để huấn luyện phối hợp cùng tàu ngầm thuộc Hạm đội Đại Tây Dương, và đi đến New Haven, Connecticut để tham dự những lễ hội nhân ngày Hải quân. Sau đó con tàu đi ngang qua Boston để đến Green Cove Springs, Florida gần Jacksonville, đến nơi vào ngày 27 tháng 11, nơi nó chuẩn bị để ngừng hoạt động.
Varian được cho xuất biên chế vào ngày 15 tháng 3, 1946 và được đưa về Hạm đội Dự bị Đại Tây Dương. Đang khi trong thành phần dự bị, con tàu được kéo đến Orange, Texas, nhưng không bao giờ được đưa ra hoạt động trở lại. Tên nó được cho rút khỏi danh sách Đăng bạ Hải quân vào ngày 1 tháng 12, 1972, và con tàu được bán cho hãng Southern Scrap Metal Co., Ltd. tại New Orleans, Louisiana để tháo dỡ vào ngày 12 tháng 1, 1974. 

## Phần thưởng
Varian được tặng thưởng hai Ngôi sao Chiến trận do thành tích phục vụ trong Thế Chiến II.
|  |                           |  |
|  | Bronze star · Bronze star |  |

| Dãi băng Hoạt động Tác chiến (truy tặng) |                                                                              |                                      |
| Huân chương Chiến dịch Hoa Kỳ            | Huân chương Chiến dịch Châu Âu-Châu Phi-Trung Đông với 2 Ngôi sao Chiến trận | Huân chương Chiến thắng Thế Chiến II |